# 松本弘子
 松本 弘子 （まつもと ひろこ、1935年8月11日 - 2003年6月21日 ）は、日本のファッションモデル、女優、服飾評論家である。

## 来歴・人物
東京府出身。1955年に成蹊高等学校を卒業。
高校在学中、『アサヒグラフ』の表紙モデルをつとめたことがきっかけで、フリーのプロファッションモデルとして活動開始。
1957年、森英恵の紹介を通じて、初来日したピエール・カルダンに見出され、フランスへ渡った。カルダンはファッションショーにおいて多様性を演出したいと考え、東洋人モデルの起用を求めていた。松本は1960年パリ・コレクションにてファッションショーデビューし、前年の松田和子につづく東洋人2人目のパリコレモデルとなった。市松人形のようなボブカットをトレードマークに「東洋のヒロコ」と呼ばれ、人気モデルとなる。カルダンは松本のランウェイについて「重力を感じさせず、まるで天女のように歩く」と絶賛し、シーズンのメインの服を纏わせ、コスモコールブームにも貢献。
1961年、カルダンのブティックの支配人であったフランス人男性と結婚したときには、カルダンからブライダルドレスが贈られた。1963年からパリに定住。1967年、出産をきっかけにモデルを引退。1970年には女優として映画『家庭』（フランソワ・トリュフォー監督）に出演した。
1975年からファッション雑誌『ヴォーグ』で編集・広報および広告入稿の日本担当責任者をつとめた。1995年に退社し、ファッションアドバイザーとして活動。1996年、神戸ハーバーサーカス（当時）に自身のブティック「ル・ショワ・ド・ヒロコ」を開店させた。
2003年、パリで死去した。67歳没。